# Start a War
Start a War (укр. Почати війну) — четвертий студійний альбом американського індастріал-метал гурту Static-X, випущений у червні 2005 року.

## Опис
Це перший студійний альбом з барабанщиком Ніком Ошіро, а також другий і останній альбом з гітаристом Тріппом Айзеном. Альбом знаменує собою повернення колишнього гітариста Коічі Фукуди, який допомагав із програмуванням, і, згідно з онлайн-форумами Static-X, Фукуда завершив додаткові гітарні партії в трьох піснях, які Айзен залишив незакінченими.
Альбом продовжує зміну звучання, знайдену на Shadow Zone, але багато пісень, представлених на Start a War, важчі та мають набагато більше криків і агресивних текстів. Вся тональність альбому більш агресивна, ніж у Shadow Zone.

Коли Статіка запитали про альбом, він сказав:
«Ми хотіли спробувати відтворити веселий дух Wisconsin Death Trip. Допомогло повернення Коічі з його смаком».
У пісні «Pieces» є гітарне соло Тріппа Айзена, що не було в попередніх альбомах, але відіграє більшу роль у наступному альбомі Cannibal. Цензурована версія пісні «Skinnyman» була представлена у відеогрі Need for Speed: Most Wanted. Пісня «Start a War» була показана у відеоіграх WWE SmackDown! vs. Raw 2006 та Project Gotham Racing 3. Композиція «I'm the One» була представлена в «Greg Hastings' Tournament Paintball» як в оригінальній версії, так і в «Destroyer-реміксі» Вейна Статіка.
Альбом дебютував під № 29 у Billboard 200, продавши 35 416 копій за перший тиждень.

## DVD-версія (X-Rated)
Альбом також було доступний в бонусному дигіпаку з DVD під назвою X-Rated.

### Кадри з гуртом
Більшість DVD було знято, коли гітарист Тріпп Айзен був у гурті. Коли він залишив гурт, його довелося «відредагувати» з DVD, хоча його все ще можна побачити на деяких кадрах. Нові живі кадри були зняті з Коічі Фукудою. Отже, це означає, що більшість DVD містить лише кадри Статіка, Кампоса та Ошіро.

### Зміст DVD
- Оформлення запису (Кадри гурту під час створення/запису платівки та кадри фотосесії.).
- Кадри репетиції (По порядку — «The Enemy», «Start a War», «I'm the One», «Dirthouse»).
- Живі кадри туру. Кожна пісня також містить кадри божевільних витівок гурту (По порядку — «Permanence», «The Trance Is the Motion», «Monster»).
- «Desert Fun» — Вейн і Тоні їдуть по пустелі на вантажівках із треками «Otsego Amigo» і «I Want to Fucking Break It».
- Інструментальні пісні («Dirthouse», «Otsego Amigo», «Pieces», «Skinnyman», «Start a War»).

## Список композицій
Автор музики і слів Static-X, якщо не вказано інше. 
| #     | Назва                                                                                            | Автор                      | Тривалість |
| ----- | ------------------------------------------------------------------------------------------------ | -------------------------- | ---------- |
| 1.    | «The Enemy»                                                                                      | Вейн Статік, Тріпп Айзен   | 2:28       |
| 2.    | «I'm the One»                                                                                    | Статік, Айзен              | 2:36       |
| 3.    | «Start a War»                                                                                    |                            | 2:44       |
| 4.    | «Pieces»                                                                                         | Статік, Айзен              | 2:38       |
| 5.    | «Dirthouse»                                                                                      |                            | 3:03       |
| 6.    | «Skinnyman»                                                                                      |                            | 3:40       |
| 7.    | «Just in Case»                                                                                   |                            | 4:24       |
| 8.    | «Set It Off»                                                                                     | Статік, Айзен              | 3:55       |
| 9.    | «I Want to Fucking Break It»                                                                     |                            | 2:42       |
| 10.   | «Night Terrors»                                                                                  |                            | 3:09       |
| 11.   | «Otsego Amigo»                                                                                   | Статік, Айзен, Тоні Кампос | 2:45       |
| 12.   | «My Damnation»                                                                                   | Статік, Айзен              | 4:01       |
| 13.   | «Brainfog» (включає акапельну версію «Otsego Amigo» як прихований трек із фіналом драм-енд-бейс) |                            | 9:53       |
| 48:04 |                                                                                                  |                            |            |

| Бонус-трек (японська версія) | Бонус-трек (японська версія) | Бонус-трек (японська версія) |
| #                            | Назва                        | Тривалість                   |
| ---------------------------- | ---------------------------- | ---------------------------- |
| 14.                          | «Get to the Gone» (Live)     | 3:03                         |

## Учасники запису

### Static-X
- Вейн Статік — вокал, ритм-гітара, клавішні, продакшн
- Тоні Кампос — бас, бек-вокал, продюсування
- Тріпп Айзен — соло-гітара, автор пісень[6]
- Нік Ошіро — ударні
- Коічі Фукуда — програмування, соло-гітара[6]

### Виробництво
- Ульріх Вайлд — продакшн, інженерія, зведення, програмування
- Том Уоллі — виробництво
- Даніель Вайлд — перкусія
- Стівен Гілмор — мистецтво
- Джейсон Фрідман — звукові ефекти
- PR Brown — фотографія
- Режисери — Трой Уоллес, Метт Ейдсон, Річі Райот, Енді «Матахаджі» Сандовал, Джон Толер
- Том Бейкер — мастеринг